# Dolní Domaslavice
Dolní Domaslavice (en polonais : Domasłowice Dolne ; en allemand : Nieder Domaslowitz) est une commune du district de Frýdek-Místek, dans la région de Moravie-Silésie, en Tchéquie. Sa population s'élevait à 1 392 habitants en 2021.

## Géographie
Dolní Domaslavice se trouve à 9 km à l'est-nord-ouest de Frýdek-Místek, à 20 km au sud-est d'Ostrava et à 293 km à l'est-sud-est de Prague.
La commune est limitée par Soběšovice et Těrlicko au nord, par Třanovice à l'est, par Horní Tošanovice, Dolní Tošanovice et Horní Domaslavice au sud, et par Lučina à l'ouest.

## Histoire
La première mention écrite du village date de 1422.

## Administration
La commune se compose de deux quartiers :
- Dolní Domaslavice
- Volovec

## Transports
Par la route, Dolní Domaslavice se trouve à 11 km de Havířov, à 14 km de Frýdek-Místek, à 29 km d'Ostrava et à 366 km de Prague.